# ثيف: ديدلي شادوز
ثيف: ديدلي شادوز (بالإنجليزية: Thief: Deadly Shadows)‏، هي لعبة فيديو من تطوير ستوديو آيون ستروم الأمريكية ومن نشر إيدوس انتراكتيف تابعة للشركة الأم سكوير إنكس، عرضت اللعبة في السوق سنة 2004، وتعمل لأنظمة التشغيل إكس بوكس ومايكروسوفت ويندوز.

## المواقع الخارجية
- الموقع الرسمي
- ثيف: ديدلي شادوز على موقع IMDb (الإنجليزية)